# Linda Malnati
Linda Malnati (Milano, 19 agosto 1855 – Blevio, 22 ottobre 1921) è stata una sindacalista, attivista e suffragetta italiana.

## Biografia
Figlia di Giacomo e Carolina Pedrioli, si distingue tra le più attive esponenti del movimento emancipazionista di area milanese e svolge significative attività in ambito educativo, assistenziale, editoriale, politico e sindacale. Nella sua formazione influiscono il modello e l'esempio delle filantrope e attiviste Laura Solera Mantegazza, Alessandrina Massini Ravizza e Anna Maria Mozzoni. 
Prima testimonianza del suo impegno è rappresentata dall'articolo Alle donne e soprattutto alle donne italiane, pubblicato nella rivista repubblicana Libertà e associazione. Negli anni è una presenza costante nella stampa di area socialista e progressista. Dal 1887 cura con Emilia Mariani  la direzione del periodico Vita femminile; firma inoltre articoli per Avanti!, La Coltura Popolare La difesa delle lavoratrici - fondato da Anna Kuliscioff -, per il quale realizza nel 1906 un numero unico Pro Suffragio Universale per rivendicare il diritto di voto per le donne. 
Maestra elementare lavora come insegnante per il Comune di Milano dal 1875, è autrice di testi scolastici e collabora alle attività della scuola-laboratorio annessa al reparto ospedaliero sifiliatrico, intitolata ad Alessandrina Ravizza, dedicata all'istruzione gratuita delle giovani donne lungodegenti. 
Insieme con Anna Kuliscioff e Carlotta Clerici nel 1890 è promotrice di una sezione femminile presso la Camera del lavoro di Milano; nel 1893 istituisce, all'interno del medesimo organismo, la sezione maestri e maestre. Negli anni successivi partecipa attivamente alle lotte per la tutela dei diritti dei lavoratori, combatte per la parità retributiva tra generi e per promuovere l'incremento dell'istruzione obbligatoria. Le significative tracce di un impegno costante restano in saggi e articoli pubblicati su La Scuola popolare, Il Corriere delle maestre, L'Italia femminile, L'Alleanza.
Partecipa attivamente alla Lega per la tutela per gli interessi femminili - fondata da Anna Maria Mozzoni nel 1881 - e nel 1896 ne assume la presidenza. Nel 1894 è la prima donna a ricoprire la carica di consigliere della neonata Società Umanitaria, lavorando attivamente allo studio e al progetto per la Casa di Lavoro. E' al fianco di Ersilia Majno nella fondazione del comitato contro la tratta delle bianche e collabora con l'Asilo Mariuccia, facendo da ponte tra l'istituzione e molte giovani bisognose. Consigliera dell'orfanatrofio femmininile "Le stelline", ne ricopre la carica di amministratrice tra il 1914 e il 1920 e fonda l'istituzione "Casa e famiglia" per le orfane. 
Nel 1906, insieme con Anna Maria Mozzoni, istituisce il Comitato milanese per il suffragio universale. La battaglia del suffragio femminile è quella che più di tutte mette alla prova la sua fedeltà al partito socialista e all'unità delle forze democratiche. I contrasti tra i dirigenti socialisti - che negano la rilevanza politica e l'opportunità del suffragio - e la Malnati - che persegue l'obiettivo del progresso civile del Paese attraverso l'emancipazione - sono un potenziale motivo di scissione. La delusione dovuta al mancato appoggio del suo partito nei confronti del dibattito sul voto, viene tuttavia superata dalla Malnati che resta al suo posto, accettando l'incarico di organizzare e coordinare la propaganda socialista tra le donne.
Nel 1908 al Consiglio Nazionale delle Donne Italiane presenta una mozione per abolire l’educazione religiosa nelle scuole. La sua proposta, accettata, è quella di sostituire l'insegnamento religioso nella scuola elementare con uno studio comparato delle religioni, provocando una spaccatura all'interno del Consiglio, non più ricomposta, e la fuoriuscita delle cattoliche. Questo provoca non pochi problemi: la Malnati si ritrova nella scomoda posizione di continuare la battaglia per il voto in seno ai Comitati Pro voto, subendo attacchi sempre più violenti dal resto del Partito, nettamente indirizzato verso l'intransigenza antiborghese.
Nel 1910 l'organizzazione femminile socialista riceve una positiva scossa dalla presa di posizione della Kuliscioff che, dopo aver lungamente scoraggiato la doppia militanza di classe e di sesso, promuove la nascita di una Lega socialista per il suffragio femminile. In questo frangente il combattivo Gruppo femminile socialista milanese, guidato da Malnati e Clerici, assume un ruolo nevralgico nella campagna per il suffragio universale del 1911.
Apertamente pacifista, Linda Malnati nel 1914 si impegna per mantenere l’Italia in posizione neutrale rispetto alla Prima Guerra Mondiale, attraverso il Comitato Pro-umanità, fondato insieme con Carlotta Clerici, svolgendo un'intensa opera di assistenza civile.
Muore a Blevio, dove si era ritirata, il 22 ottobre 1921.